# Hrdina Mongolské lidové republiky
Hrdina Mongolské lidové republiky (mongolsky: Бүгд Найрамдах Монгол Ардын Улсын баатар) bylo nejvyšší vyznamenání Mongolské lidové republiky. Historie udílení čestných titulů v Mongolsku sahá do roku 1922, kdy byl poprvé udělen titul Nebojácného hrdiny Mongolské lidové republiky. Oficiálně byl titul Hrdiny Mongolské lidové republiky založen roku 1941. Naposledy byl udělen roku 1989.

## Historie a pravidla udílení
Brzy po vítězství Mongolské lidové revoluce v roce 1921 vytvořila nová mongolská vláda jako nejvyšší vyznamenání Mongolska osobní čestný titul. První tento titul Nebojácného hrdiny Mongolské lidové republiky byl udělen 23. září 1922 vůdci revoluce Damdinu Süchbátarovi. Dne 24. dubna 1924 byl tento titul udělen dalšímu bojovníku za nezávislost Mongolska Chatanbátaru Magsardřavovi. Další dva mongolští vojáci získali tento titul za hrdinství prokázané během bojů na hranicích s Mandžukuem v roce 1936.
Jako oficiální nejvyšší čestný titul stojící nad všemi ostatními mongolskými řády a vyznamenáními byl titul Hrdina Mongolské lidové republiky založen zákonem ze dne 5. července 1941. Tento zákon tak sjednocoval čestné tituly udělené od roku 1922. Nicméně krátce po přijetí tohoto zákona byl maršál Chorlogín Čojbalsan opětovně vyznamenán osobním titulem Nebojácného hrdiny Mongolské lidové republiky. Následně však byly všechny výše zmíněné udělené tituly srovnány s titulem Hrdiny Mongolské lidové republiky. Ten mohl být udělen jak občanům Mongolska, tak cizím státním příslušníkům za výjimečnou odvahu a obětavost a za vynikající služby Mongolsku. Později byl udílen nejen za osobní zásluhy, ale také dalším významným osobnostem, například předním mongolským a sovětským vůdcům.
Zároveň s tímto čestným titulem byl vyznamenanému udělen i Řád rudého praporu. Dne 17. října 1945 byl změněn vzhled dekorace. Novou dekorací se stala Zlatá hvězda Hrdiny Mongolské lidové republiky. Od tohoto data byl také s titulem udílen Süchbátarův řád a zvláštní osvědčení Hrdiny Mongolské lidové republiky.
Titul mohl být udělen i vícekrát. V takovém případě byla vyznamenanému vytvořena busta, která byla následně umístěna na hlavním náměstí v Ulánbátaru. Jediným člověkem jež byl tímto titulem skutečně dvakrát vyznamenán byl Chorlogín Čojbalsan. Nošení vyznamenání bylo povinné při oficiálních příležitostem, například na přehlídkách.
Přestože byla Mongolská lidová republiky zrušena roku 1992 je čestný titul Hrdiny Mongolské lidové republiky nadále oficiálně v platnosti, přestože nebyl od roku 1989 udělen.

## Insignie
Původní odznak zavedený zákonem z roku 1941 měl tvar zlaté pěticípé hvězdy položené na modře smaltované hvězdě. Uprostřed byl kulatý medailon s portrétem Damdina Süchbátara. V horní části hvězdy byla červeně smaltovaná vlajka.
Od roku 1945 má odznak tvar pěticípé zlaté hvězdy o průměru 32 mm. Mezi cípy jsou shluky kratších paprsků. Každý shluk je osazen jedním diamantem. Na zadní straně je sériové číslo. Odznak se nosí nalevo na hrudi nad ostatními vyznamenáními.
Stuha z hedvábného moaré je červená s širšími a užšími proužky bílé barvy při obou okrajích.